# Шотинга
Шотинга (рум. Șotânga) — село у повіті Димбовіца в Румунії. Адміністративний центр комуни Шотинга.
Село розташоване на відстані 83 км на північний захід від Бухареста, 8 км на північний захід від Тирговіште, 144 км на північний схід від Крайови, 76 км на південь від Брашова.

## Населення
За даними перепису населення 2002 року у селі проживали 4604 особи. Усі жителі села рідною мовою назвали румунську.
Національний склад населення села:
| Національність | Кількість осіб | Відсоток |
| -------------- | -------------- | -------- |
| румуни         | 4597           | 99,8%    |
| цигани         | 7              | 0,2%     |